# Kavai Kendzsi
Kavai Kendzsi (川井 憲次 – angol átírásban Kenji Kawai) japán zeneszerző, aki több nagy sikerű filmnek, animének, videójátéknak és televíziós műsornak komponálta a zenéjét. Az ő művei hallhatók Osii Mamoru Ghost in the Shell és az Avalon című filmjeiben, és ő szerezte a japán horror egyik kiváló rendezőjének, Nakata Hideo több filmjének a zenéjét is. Kínai filmekhez is írt zenét, például az Ip Man című harcművészeti filmhez.

## Filmjei
- 2008: Égenjárók - animációs film